# Liste der Monuments historiques in Chartrettes
Die Liste der Monuments historiques in Chartrettes führt die Monuments historiques in der französischen Gemeinde Chartrettes auf.

## Liste der Bauwerke
| Bezeichnung         | Beschreibung | Standort | Kennzeichnung | Schutzstatus | Datum | Bild           |
| ------------------- | ------------ | -------- | ------------- | ------------ | ----- | -------------- |
| Kirche St-Corneille |              | (Lage)   | PA00086867    | Inscrit      | 1946  | weitere Bilder |

## Liste der Objekte

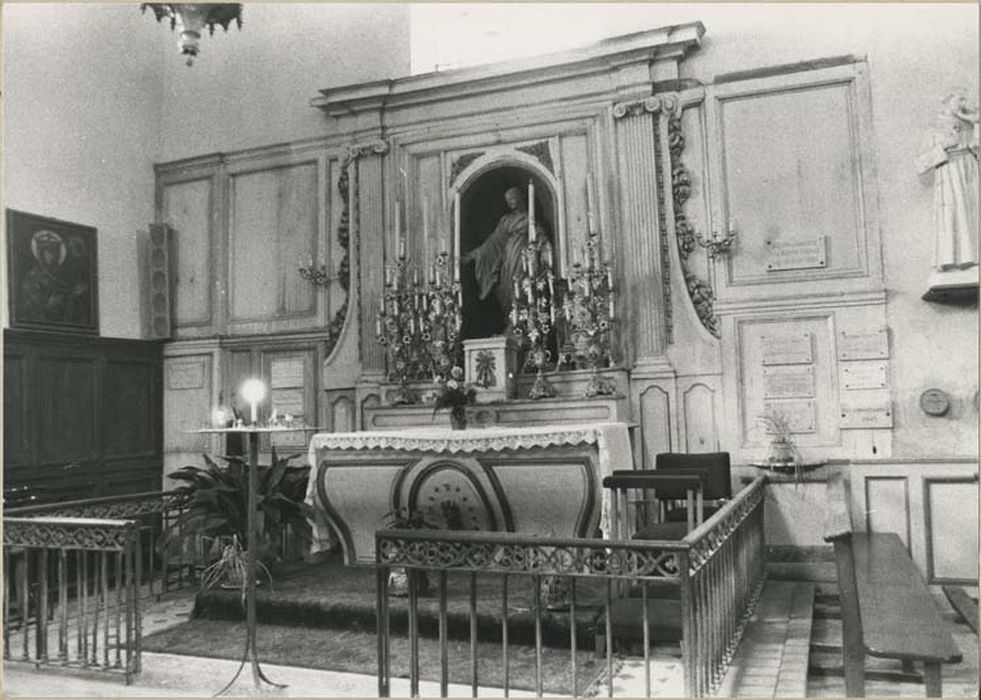
Altar des nördlichen Seitenschiffs (18./19. Jahrhundert) in der Kirche St-Corneille

- Monuments historiques (Objekte) in Chartrettes in der Base Palissy des französischen Kultusministeriums